# Телецентрический объектив

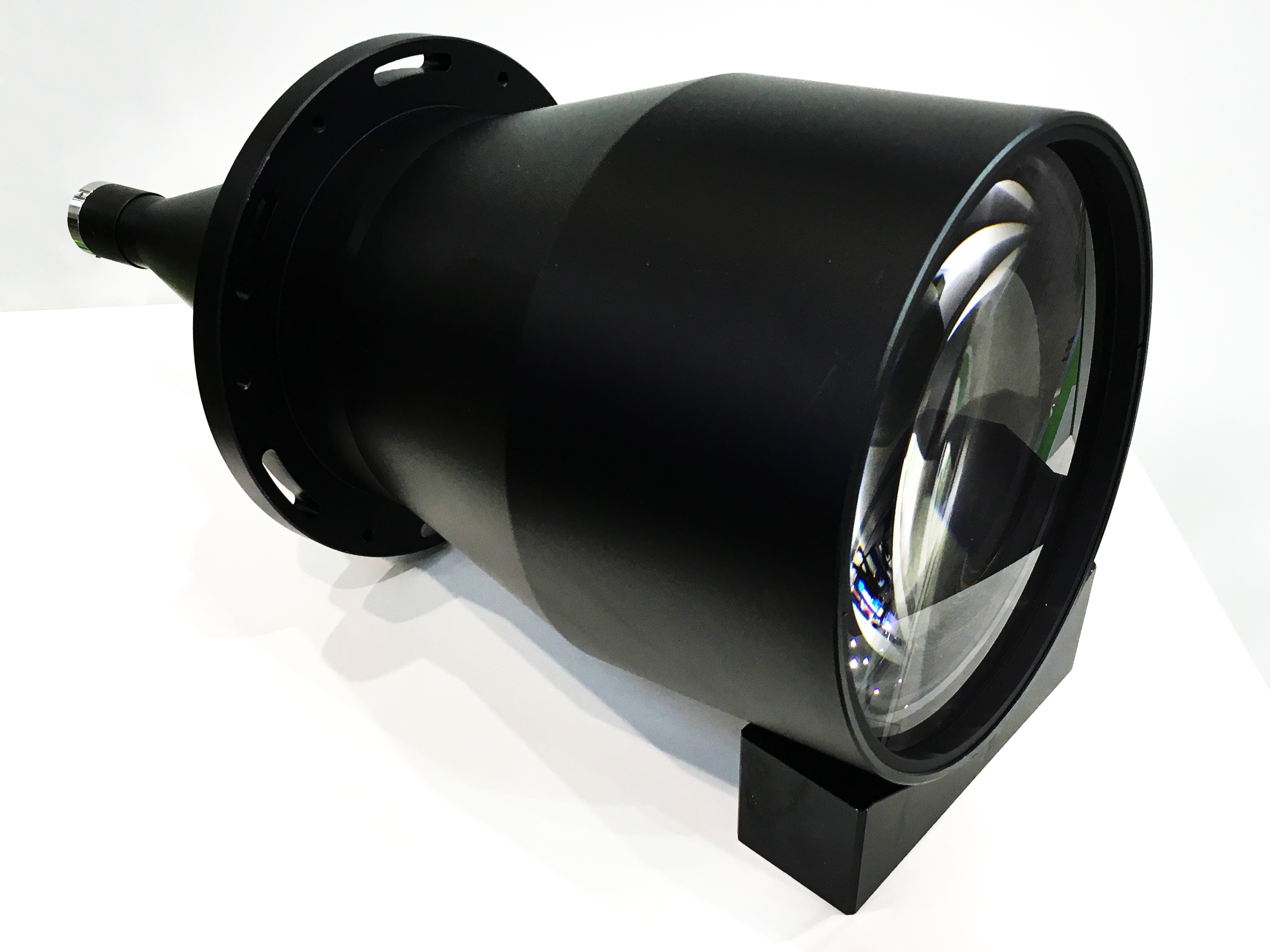
Бителецентрический объектив для систем машинного зрения. Диаметр передней линзы, определяющей ширину поля зрения, составляет 20 сантиметров

Телецентрический объектив — сложный объектив, у которого главные лучи всех неосевых световых пучков параллельны оптической оси в пространстве предметов или в пространстве изображений. Такой ход света возможен в случае, когда входной или выходной зрачки соответственно, находятся в «бесконечности». Известны конструкции бителецентрических объективов, в которых главные лучи неосевых пучков параллельны оптической оси как в пространстве предметов, так и в пространстве изображений. Параллельность оптической оси входящих или выходящих из объектива неосевых пучков в оптике получила название телецентричность.

## Виды телецентричности
Телецентрические объективы с параллельным ходом пучков в пространстве предметов применяются в измерительных микроскопах и системах машинного зрения, поскольку их увеличение не зависит от расстояния до предметов. Даваемое таким объективом изображение обладает неестественной телецентрической перспективой, отображая предметы на любых расстояниях в постоянном масштабе. Вид получаемого при этом изображения предметов совпадает с их ортогональной проекцией в геометрии. Угловое поле такого объектива равно нулю, а отображаемое пространство находится внутри бесконечного цилиндра с одним основанием, совпадающим с передней линзой. Целиком могут отображаться предметы, размеры которых не превышают диаметра передней линзы. Более крупные объекты отображаются лишь частично на любом расстоянии от объектива.

Ход света в двух объективах с одинаковым фокусным расстоянием. Слева — обычный объектив, справа — телецентрический в пространстве изображений

При телецентричности пучков в пространстве изображений получается привычная энтоцентрическая перспектива, и изображение ничем не отличаются от получаемого с помощью обычных объективов. Но в этом случае свет падает перпендикулярно светоприёмнику в пределах всего поля изображения, а не только в центре. Благодаря такому ходу лучей, размер изображения не изменяется при фокусировке объектива, что важно в фотограмметрии. Телецентричность выходных пучков предпочтительна в объективах для цифровой фотографии и телевидения, поскольку обеспечивает отвесное падение света по всей площади сенсора, исключая затемнение углов и искажения цветоделения. Это особенно актуально для современных фотоматриц с микролинзами, угол падения света на которые сильно влияет на резкость и освещённость. 
Телецентричность в пространстве изображений особенно эффективна для широкоугольной оптики, боковые пучки которой при обычной конструкции объектива падают на матрицу под острыми углами. Телецентричность выходящих пучков обеспечивает отвесное падение света на все фотодиоды матрицы, независимо от фокусного расстояния объектива. Подобное устройство объектива, распространённое в современной цифровой фотографии, начало применяться ещё для цветных многослойных фотоплёнок с внутренним цветоделением. В призменных цветоделительных системах трёхматричных телевизионных камер телецентричность объектива позволяет избежать ошибок совмещения растров. Важным преимуществом телецентрических объективов считается почти полное отсутствие дисторсии и виньетирования. 
По этим причинам современные объективы для цифровых фотоаппаратов проектируются с расчётом на достижение телецентричности выходных пучков. Добиваться их полной параллельности оптической оси не всегда целесообразно, но конструкторы стараются максимально уменьшить расхождение краевых лучей и их отклонение от нормали к поверхности матрицы. Это достигается за счёт усложнения оптической системы и увеличения её габаритов, но выигрыш по разрешающей способности всего оптического тракта оправдывает громоздкость. Ещё одним фактором, позволяющим усилить телецентричность, является большой диаметр задней линзы объектива. Для полной телецентричности он не должен быть меньше диагонали кадра, что учитывается, в том числе, при конструировании новейших байонетов с широким отверстием.